# Edel AG
Edel AG este o  casă de discuri independentă germană. Campania a fost fondată în 1986 de către Michael Haentjes și a fost începută ca și o casă de discuri, editură, de obicei prin sub-etichete, multe genuri muzicale. Mai târziu, aceasta s-a dezvoltat, dezvoltând noi media și divizii de publicare. Sediul central se află în Hamburg.
Edel este prezent in mai multe țări precum Italia, Austria, Elveția, Danemarca, Regatul Unit, Suedia, Finlanda și Franța.